# Corentin Braendlin
Pas d'image ? Cliquez ici

a Compétitions nationales et continentales officielles uniquement.

b Matchs officiels uniquement.
Dernière mise à jour le 1 juillet 2025.
Corentin Braendlin, né le 29 avril 1994, est un joueur français, international suisse, de rugby à XV qui évolue principalement au poste de deuxième ligne. Il est le fils d'Olivier Braendlin, ancien joueur de l'US seynoise et du RC Toulon, et le neveu de Yann Braendlin, double champion de France avec le RC Toulon.

## Biographie
Corentin Braendlin intègre à cinq ans le club de l'US seynoise. Il rejoint par la suite de centre de formation du club voisin, le RC Toulon, suivant les traces familiales. En dehors des espoirs, il ne jouera qu'un seul match pro avec le RC Toulon, lors des Rugby Masters opposant Toulon (champion de France) aux Sharks, équipe de Super Rugby.
En 2015, il quitte Toulon pour rejoindre le SU Agen, où il signe un contrat espoir. S'il évolue toujours principalement avec les espoirs, il obtient du temps de jeu avec les professionnels, notamment en Challenge Cup, et effectue aussi ses débuts en Top 14. Il signe ensuite un contrat avec Agen jusqu'en 2019, mais se blesse lors de la saison 2016-2017 et se retrouve relégué dans la hiérarchie des deuxième ligne au sein du club. Remonté en Top 14 en 2017-2018, Braendlin profite des blessures de Tom Murday et Mickael De Marco pour prendre du temps de jeu et s'affirmer. Au cours de la saison, il débute aussi en sélection suisse, à laquelle il est éligible par ses grands-parents paternels.
Malgré une bonne fin de saison, avec notamment des titularisations face à l'ASM Clermont Auvergne et au Racing 92, ainsi qu'un maintien en Top 14 acquis, il annonce quitter le SU Agen. Il lui restait un an de contrat. Il s'engage pour trois saisons en faveur de l'US Montauban en Pro D2. Il obtient à Montauban un temps de jeu conséquent, étant l'un des tauliers de la deuxième ligne, notamment aux côtés de Jean Sousa.
Après trois saisons à Montauban, il retourne dans son club formateur de La Seyne, qui évolue en Fédérale 1.